# Meruliporia
Meruliporia is een geslacht van schimmels behorend tot de familie Irpicaceae.

## Soorten
Volgens Index Fungorum bevat het geslacht twee soorten (peildatum oktober 2023):
| Soortnaam                | Auteur(s)                                  | Publicatiejaar |
| ------------------------ | ------------------------------------------ | -------------- |
| Meruliporia incrassata   | (Berk. & M.A. Curtis) Murrill              | 1942           |
| Meruliporia pulverulenta | (Sowerby) Zmitr., Kalinovskaya & Myasnikov | 2019           |